# Rhytiphora parafarinosa
Rhytiphora parafarinosa là một loài bọ cánh cứng trong họ Cerambycidae.